# Alldine & die Weltraumpiraten
Alldine & die Weltraumpiraten (im Original: Sardine de l’espace) ist eine französische Comicreihe, die auf einer Idee von Joann Sfar beruht. Die ersten Folgen entstanden in Zusammenarbeit mit dem Szenaristen Emmanuel Guibert. Seit 2008 wird die Reihe im Team von Emmanuel Guibert (Szenarist) und Mathieu Sapin (Zeichner) weitergeführt.

## Aufbau
Die Kindercomics erscheinen in Frankreich seit dem Jahr 2000. Insgesamt sind bisher 23 Alben erschienen. Die taschenbuchgroßen Alben beinhalten jeweils fünf in sich abgeschlossene Episoden à zehn Seiten Länge. In Deutschland sind bislang nur zwei Alben erschienen, mit jeweils zwölf Geschichten. Bei den Ausgaben handelt es sich um Zusammenstellungen, die Geschichten sind nicht chronologisch angeordnet.

## Inhalt

### Figuren
Die Weltraumpiratin Alldine ist ein rothaariges Mädchen im Alter von zirka neun Jahren. Mit ihren Freunden Lulu und Käpt’n Jack Breitkreuz fliegt sie an Bord des Raumschiffs Hector durch das All. Dabei stoßen die hilfsbereiten Weltraumpiraten immer wieder auf ihre Widersacher, den superdummen Diktator Supermuskelprotz und seinen teuflischen Partner, Dr. Knautsch.
Im französischen Original heißt die Reihe Sardine de l’espace, was wahlweise die „Sardin aus dem All“ oder „Sardine aus dem All“ bedeuten kann. Da im Deutschen das Wortspiel „Ölsardine/Allsardine“ zwar möglich, aber wenig verständlich gewesen wäre, entschied sich der Übersetzer und Herausgeber Andreas Illmann vom Schaltzeit Verlag für die Umbenennung von „Sardine“ in „Alldine“. In den Vereinigten Staaten erschienen zwischen 2006 und 2007 drei Bände bei First Second Books mit dem Serientitel Sardine in Outer Space.

### Handlung
Die Geschichten sind oft metafiktional, das heißt, die Figuren sind sich darüber im Klaren, dass sie sich in einer Geschichte befinden. So treffen Alldine und ihre Freunde den anstrengenden Gewinner eines Leser-Preisausschreibens (Geschichte „Der Leser“), einige ihrer Hardcore-Fans („Die Vertretung“) und sogar ihren Autor Emmanuel Guibert („Es geht heiß her“). Mehrere Geschichten wenden sich gegen autoritäre Strukturen: Der dämliche Diktator Supermuskelprotz wird einer Diktatoren-Kontrolle unterzogen und dabei lächerlich gemacht („Die Inspektion“). Im Land der in Befehlen kommunizierenden Faxgeräte beenden Alldine und ihre Freunde das unterdrückerische System des „Faxismus“, es übernehmen die „Internerds“ mit ihren modernen Displays („Nur keine Faxen“). Jedes Abenteuer wird von Alldines schwarzer Katze beendet, die einfach nur „Ende“ sagt.
Der Comic-Experte Andreas Platthaus zählt Alldine & die Weltraumpiraten zusammen mit Guiberts Ariol zu den anarchischen Kindercomics.

## Personenverzeichnis
- Alldine (Sardine)
- Lulu (Petit Lulu)
- Käpt’n Jack Breitkreuz (Capitaine Épaule Jaune)
- Oma (Mémé)
- Supermuskelprotz (Supermuscleman)
- Dr. Knautsch (Docteur Krok)
- namenlose Abschlusskatze, die das Ende jeder Geschichte verkündet.

## Rezeption
Sardine de l’espace wurde unter demselben Titel als 52-teilige Zeichentrickserie für das Fernsehen adaptiert. Die Episoden werden seit dem 4. Mai 2020 auf dem französischen Kindersender Télétoon+ ausgestrahlt.

## Ausgaben

### Französisch
- 2000: Emmanuel Guibert, Joann Sfar (Zeichnungen): Le Doigt dans l'œil, Bayard, ISBN 2-227-71505-7.
- 2004: Emmanuel Guibert (Text & Zeichnungen): La Montagne électorale, Bayard, ISBN 2-7470-1044-9.
- 2009: Emmanuel Guibert, Mathieu Sapin (Zeichnungen): Les Secrets de l’univers, Dargaud, ISBN 978-2-205-06148-2.

### Deutsch
- Alldine & die Weltraumpiraten 1: Nabelschau. Übersetzt von Andreas Illmann. Schaltzeit Verlag, Berlin 2022, ISBN 978-3-946972-61-7.
- Alldine & die Weltraumpiraten 2: Energie der Galaxie. Berlin 2022, ISBN 978-3-946972-62-4.
- Alldine & die Weltraumpiraten 3: Die künstliche Intelligenzbestie. Berlin 2024, ISBN 978-3-946972-86-0.

### Filmbeispiele
- Sardine de l’espace: Le lait de dents de lait auf YouTube (französisch)
- Sardine de l’espace: Metre décolle auf YouTube (französisch)